# Ралстон (Оклахома)
Ралстон (енгл. Ralston) град је у америчкој савезној држави Оклахома.

## Демографија
По попису из 2010. године број становника је 330, што је 25 (-7,0%) становника мање него 2000. године.
| Група             | 2000.       | 2010.       |
| Белци             | 296 (83,4%) | 256 (77,6%) |
| Афроамериканци    | 1 (0,3%)    | 3 (0,9%)    |
| Азијати           | 1 (0,3%)    | 0 (0,0%)    |
| Хиспаноамериканци | 3 (0,8%)    | 11 (3,3%)   |
| Укупно            | 355         | 330         |